# Nacagijn Bagabandi
Nacagijn Bagabandi (mong. Нацагийн Багабанди; ur. 22 kwietnia 1950 w ajmaku dzawchańskim) – mongolski polityk. W latach 1992–1996 przewodniczący Wielkiego Churału Państwowego. W 1997 sekretarz generalny Komitetu Centralnego Mongolskiej Partii Ludowo-Rewolucyjnej. W latach 1997–2005 prezydent Mongolii.

## Życiorys

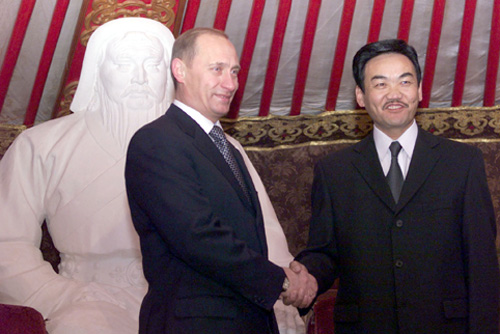
Nacagijn Bagabandi i Władimir Putin w 2000

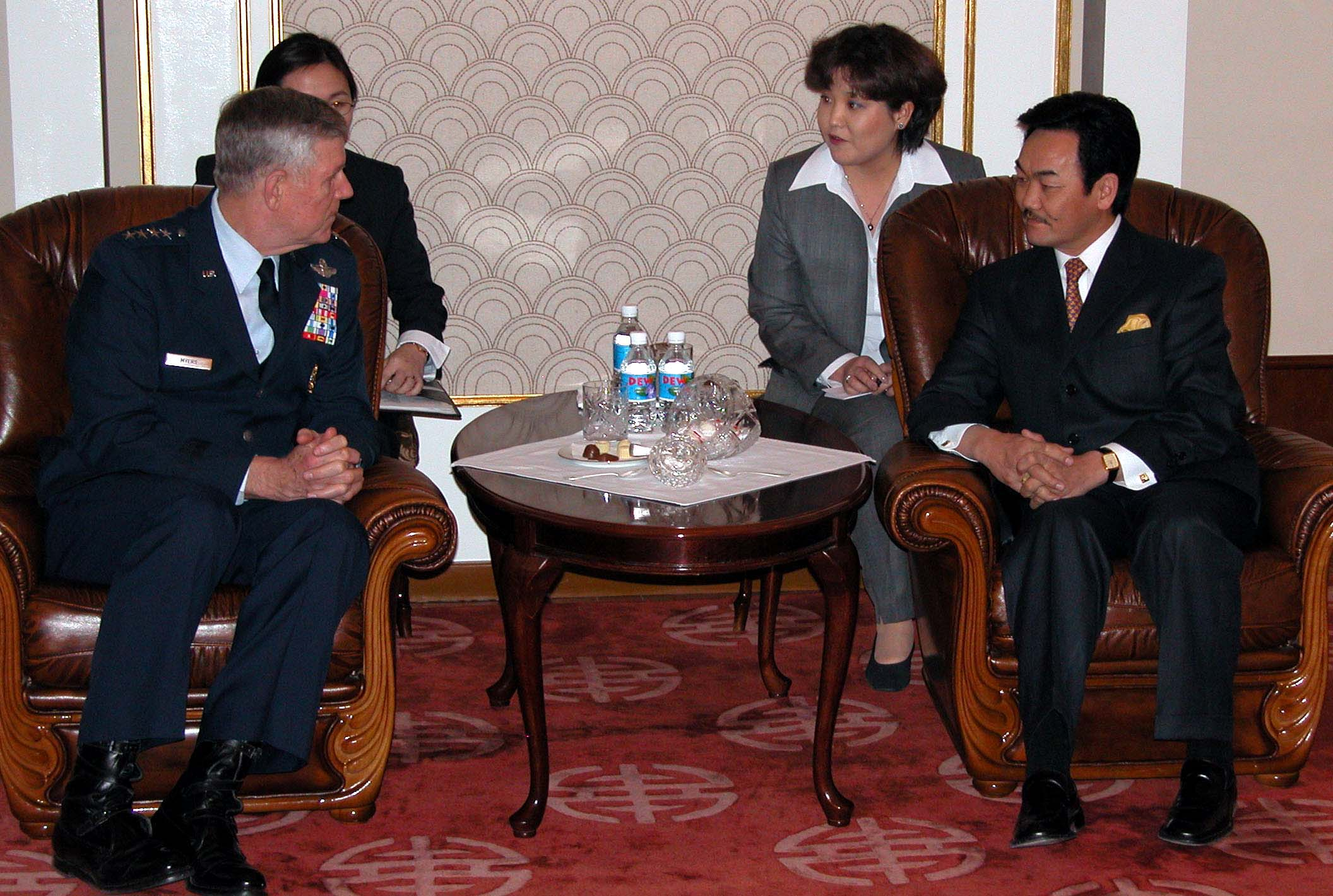
Nacagijn Bagabandi i gen. Richard Myers w 2004

Urodził się w chłopskiej rodzinie. Studiował w Związku Radzieckim – Leningradzie i Odessie. W 1987 ukończył Akademię Nauk Społecznych przy Komitecie Centralnym KPZR.
W 1979 wstąpił do Mongolskiej Partii Ludowo-Rewolucyjnej. Od lat 80. był działaczem regionalnych struktur partyjnych. W 1997, w związku z wyborem na prezydenta zawiesił swoje członkostwo w partii. W 2005 ponownie wstąpił w szeregi ugrupowania.
W latach 1992–1996 Bagabandi był przewodniczącym Wielkiego Churału Państwowego. W 1997 został wybrany sekretarzem generalnym Mongolskiej Partii Ludowo-Rewolucyjnej. W tym samym roku wystartował w wyborach prezydenckich. Zwyciężył w I turze, uzyskując 597 573 głosy, co dało mu 62,53% poparcia.
W wyborach w 2001 uzyskał reelekcję (zdobył 581 381 głosów i dało mu to 59,19% poparcia). W polityce zagraniczne Bagabandi opowiadał się za utrzymaniem dobrych stosunków z Chińską Republiką Ludową i Federacją Rosyjską.
W 2002 odwiedził z oficjalna wizytą Kazachstan, gdzie spotkał się z prezydentem Nursułtanem Nazarbajewem.

## Ordery i odznaczenia
- Order Czyngis-chana (2011)
- Order Suche Batora (2006)
- Order Przyjaźni (Federacja Rosyjska, 2000)[5]
- Krzyż Wielki z Łańcuchem i Złotopromienną Gwiazdą Orderu Zasługi (Węgry, 2005)